# Luciano Antonini
Luciano Antonini (Trieste, 5 agosto 1906 – 1971) è stato un cestista italiano.

## Carriera
Ha vinto 4 campionati con la Ginnastica Triestina: 1930, 1932, 1934 e 1939-40. Ha disputato una partita in Nazionale: l'11 maggio 1930, nella sfida vinta 36-13 contro la Svizzera.

## Palmarès
- Campionato italiano: 4

Ginnastica Triestina: 1930, 1932, 1934, 1939-40